# Lukács Sándor (labdarúgó)
Lukács Sándor, (Budapest, 1951. szeptember 20. – 2016. december 20.) válogatott labdarúgó, hátvéd.

## Pályafutása

### Klubcsapatokban
1970-ben a Bp. Honvéd csapatában mutatkozott be az élvonalban. Az 1979-80-as idényben a bajnokcsapat tagja volt. Összesen 260 bajnoki mérkőzésen szerepelt a kispesti csapatban és 6 gólt szerzett. 1983-ban előbb a Vasas igazolta le, de bajnoki mérkőzésen nem lépett pályára, majd az MTK-VM-ben szerepelt 10 bajnoki mérkőzésen. 1984-ben a Ganz-Mávag játékosa lett. Ezt követően alsóbb osztályú csapatokban játszott, majd 1989-ben befejezte az aktív labdarúgást.

### A válogatottban
1975 és 1978 között 10 alkalommal szerepelt a válogatottban. 5-szörös ifjúsági válogatott (1970), 8-szoros utánpótlás válogatott (1974–76), kétszeres egyéb válogatott (1978) és egyszeres B-válogatott (1977).

## Sikerei, díjai
- Magyar bajnokság
  - bajnok: 1979–80
  - 2.: 1971–72, 1974–75, 1977–78
  - 3.: 1982–83
- Magyar kupa (MNK)
  - döntős: 1973, 1975
- Közép-európai kupa (KK)
  - döntős: 1975, 1978
- UEFA-kupa
  - negyeddöntős: 1978–79

## Statisztika

### Mérkőzései a válogatottban
| Magyarország | Magyarország         | Magyarország                     | Magyarország  | Magyarország | Magyarország  | Magyarország | Magyarország | Magyarország |
| #            | Dátum                | Helyszín                         | Hazai         | Eredmény     | Vendég        | Kiírás       | Gólok        | Esemény      |
| ------------ | -------------------- | -------------------------------- | ------------- | ------------ | ------------- | ------------ | ------------ | ------------ |
| 1.           | 1975. szeptember 24. | Budapest, Népstadion             | Magyarország  | 2 – 1        | Ausztria      | Eb-selejtező | -            |              |
| 2.           | 1975. október 8.     | Łódź                             | Lengyelország | 4 – 2        | Magyarország  | barátságos   | -            |              |
| 3.           | 1975. október 15.    | Pozsony, Tehelny pole            | Csehszlovákia | 1 – 1        | Magyarország  | barátságos   | -            |              |
| 4.           | 1975. október 19.    | Szombathely, Rohonci úti stadion | Magyarország  | 8 – 1        | Luxemburg     | Eb-selejtező | -            | 71'          |
|              | 1976. február 4.     | Mexikóváros                      | Mexikó        | 4 – 1        | Magyarország  | barátságos   | -            | 46'          |
| 5.           | 1976. május 22.      | Budapest, Népstadion             | Magyarország  | 1 – 0        | Franciaország | barátságos   | -            |              |
| 6.           | 1976. május 26.      | Budapest, Népstadion             | Magyarország  | 1 – 1        | Szovjetunió   | barátságos   | -            |              |
| 7.           | 1976. június 12.     | Budapest, Népstadion             | Magyarország  | 2 – 0        | Ausztria      | barátságos   | -            |              |
| 8.           | 1978. szeptember 20. | Helsinki, Olimpiai Stadion       | Finnország    | 2 – 1        | Magyarország  | Eb-selejtező | -            |              |
| 9.           | 1978. október 11.    | Budapest, Népstadion             | Magyarország  | 2 – 0        | Szovjetunió   | Eb-selejtező | -            |              |
| 10.          | 1978. október 29.    | Szaloniki, Kaftanzogliu-stadion  | Görögország   | 4 – 1        | Magyarország  | Eb-selejtező | -            |              |
|              | Összesen             |                                  |               | 10           | mérkőzés      |              | 0            | gól          |